# Kusini Yengi
Kusini Boja Yengi (Adelaide, 15 gennaio 1999) è un calciatore australiano, attaccante del Portsmouth e della nazionale australiana.

## Biografia
È nato in Australia da una famiglia originaria del Sudan del Sud.

## Carriera

### Club
Cresciuto nei settori giovanili di Adelaide Comets e Adelaide Utd, il 30 settembre 2019 firma il primo contratto con il club dell'Australia Meridionale. Dopo aver lasciato i Reds, il 5 giugno 2022 viene tesserato dal Western Sydney, legandosi ai Wanderers fino al 2024.
Il 2 luglio 2023 viene acquistato dal Portsmouth, con cui firma un biennale.

### Nazionale
Ha giocato nella nazionale australiana Under-23.
Ha esordito con la nazionale maggiore australiana il 16 novembre 2023, nella partita di qualificazione al Mondiale 2026 vinta per 7-0 contro il Bangladesh. Il 26 marzo 2024 realizza il suo primo gol nel successo per 5-0 contro il Libano.

## Statistiche

### Presenze e reti nei club
Statistiche aggiornate al 18 dicembre 2023.
| Stagione               | Squadra                | Campionato             | Campionato | Campionato | Coppe nazionali | Coppe nazionali | Coppe nazionali | Coppe continentali | Coppe continentali | Coppe continentali | Altre coppe | Altre coppe | Altre coppe | Totale | Totale | Totale |
| Stagione               | Squadra                | Comp                   | Pres       | Reti       | Comp            | Pres            | Reti            | Comp               | Pres               | Reti               | Comp        | Pres        | Reti        | Pres   | Reti   |        |
| ---------------------- | ---------------------- | ---------------------- | ---------- | ---------- | --------------- | --------------- | --------------- | ------------------ | ------------------ | ------------------ | ----------- | ----------- | ----------- | ------ | ------ | ------ |
| 2019-2020              | Adelaide Utd           | AL                     | 3          | 0          | CA              | 0               | 0               | -                  | -                  | -                  | -           | -           | -           | 3      | 0      |        |
| 2020-2021              | Adelaide Utd           | AL                     | 16         | 4          | -               | -               | -               | -                  | -                  | -                  | -           | -           | -           | 16     | 4      |        |
| 2021-2022              | Adelaide Utd           | AL                     | 5+3        | 1+1        | CA              | 1               | 0               | -                  | -                  | -                  | -           | -           | -           | 26     | 1      |        |
| Totale Adelaide United | Totale Adelaide United | Totale Adelaide United | 23+4       | 5+1        |                 | 1               | 0               |                    | -                  | -                  |             | -           | -           | 28     | 6      |        |
| 2022-2023              | Western Sydney         | AL                     | 17+1       | 4          | CA              | 0               | 0               | -                  | -                  | -                  | -           | -           | -           | 18     | 4      |        |
| 2023-2024              | Portsmouth             | FL1                    | 10         | 3          | FACup+CdL       | 1+1             | 0+2             | -                  | -                  | -                  | EFLT        | 2           | 1           | 21     | 2      |        |
| Totale carriera        | Totale carriera        | Totale carriera        | 50+4       | 12+1       |                 | 4               | 2               |                    | -                  | -                  |             | 2           | 1           | 60     | 16     |        |

### Cronologia presenze e reti in nazionale
| Cronologia completa delle presenze e delle reti in nazionale ― Australia | Cronologia completa delle presenze e delle reti in nazionale ― Australia | Cronologia completa delle presenze e delle reti in nazionale ― Australia | Cronologia completa delle presenze e delle reti in nazionale ― Australia | Cronologia completa delle presenze e delle reti in nazionale ― Australia | Cronologia completa delle presenze e delle reti in nazionale ― Australia | Cronologia completa delle presenze e delle reti in nazionale ― Australia | Cronologia completa delle presenze e delle reti in nazionale ― Australia |
| Data                                                                     | Città                                                                    | In casa                                                                  | Risultato                                                                | Ospiti                                                                   | Competizione                                                             | Reti                                                                     | Note                                                                     |
| ------------------------------------------------------------------------ | ------------------------------------------------------------------------ | ------------------------------------------------------------------------ | ------------------------------------------------------------------------ | ------------------------------------------------------------------------ | ------------------------------------------------------------------------ | ------------------------------------------------------------------------ | ------------------------------------------------------------------------ |
| 16-11-2023                                                               | Melbourne                                                                | Australia                                                                | 7 – 0                                                                    | Bangladesh                                                               | Qual. Mondiali 2026                                                      | -                                                                        | 72’                                                                      |
| 6-1-2024                                                                 | Abu Dhabi                                                                | Bahrein                                                                  | 0 – 2                                                                    | Australia                                                                | Amichevole                                                               | -                                                                        | 63’                                                                      |
| 18-1-2024                                                                | Doha                                                                     | Siria                                                                    | 0 – 1                                                                    | Australia                                                                | Coppa d'Asia 2023 - 1º turno                                             | -                                                                        | 83’                                                                      |
| 23-1-2024                                                                | Al Wakrah                                                                | Australia                                                                | 1 – 1                                                                    | Uzbekistan                                                               | Coppa d'Asia 2023 - 1º turno                                             | -                                                                        |                                                                          |
| 21-3-2024                                                                | Sydney                                                                   | Australia                                                                | 2 – 0                                                                    | Libano                                                                   | Qual. Mondiali 2026                                                      | -                                                                        | 66’                                                                      |
| 26-3-2024                                                                | Canberra                                                                 | Libano                                                                   | 0 – 5                                                                    | Australia                                                                | Qual. Mondiali 2026                                                      | 1                                                                        | 66’                                                                      |
| 6-6-2024                                                                 | Dacca                                                                    | Bangladesh                                                               | 0 – 2                                                                    | Australia                                                                | Qual. Mondiali 2026                                                      | 1                                                                        | 64’                                                                      |
| 11-6-2024                                                                | Dacca                                                                    | Australia                                                                | 5 – 0                                                                    | Palestina                                                                | Qual. Mondiali 2026                                                      | 2                                                                        | 82’                                                                      |
| 5-9-2024                                                                 | Gold Coast                                                               | Australia                                                                | 0 – 1                                                                    | Bahrein                                                                  | Qual. Mondiali 2026                                                      | -                                                                        | 77’                                                                      |
| 14-11-2024                                                               | Melbourne                                                                | Australia                                                                | 0 – 0                                                                    | Arabia Saudita                                                           | Qual. Mondiali 2026                                                      | -                                                                        | 90+1’                                                                    |
| 19-11-2024                                                               | Riffa                                                                    | Bahrein                                                                  | 2 – 2                                                                    | Australia                                                                | Qual. Mondiali 2026                                                      | 2                                                                        |                                                                          |
| Totale                                                                   |                                                                          | Presenze                                                                 | 11                                                                       |                                                                          | Reti                                                                     | 6                                                                        |                                                                          |

## Palmarès

### Club

#### Competizioni nazionali
- Football League One: 1

Portsmouth: 2023-2024